# Baie de Tchaoun
La  baie de Tchaoun ou baie Tchaounskaïa (en russe : Чаунская губа, Tchaounskaïa gouba) est une baie de l'océan Arctique dans la mer de Sibérie orientale, dépendant administrativement du district autonome de Tchoukotka (raïon Tchaounski).
La baie mesure 146 km de longueur pour une largeur maximale de 105 km. Son ouverture est délimitée par le cap Chelagski à l'est et un point non nommé sur l'île Aïon à l'ouest.
La baie de Tchaoun est recouverte par les glaces la plus grande partie de l'année. Elle draine une des plaines les plus vastes du Tchoukotka et reçoit les eaux de plusieurs fleuves : Tchaoun, Itchouveïem, Paliavaam, Leliouveïem et Poutcheveïem. Le lac Elgygytgyne est situé 160 km au sud-est et la ville de Bilibino 160 km au sud-ouest. Le port de Pevek donne sur la baie à son embouchure, face aux îles Rooutan.

## Histoire
Le premier Russe à atteindre la région fut probablement l'explorateur Mikhaïl Stadoukhine en 1649. Stadoukhine descendit le long du fleuve Iana, se dirigea vers la Kolyma. Il construit deux embarcations (kotchis) et après avoir atteint la mer, met le cap vers l'est. Après sept jours et sept nuits de navigation, après avoir perdu un de ses bateaux, il rebrousse chemin avec une cargaison pleine de défenses de morses.
En 1759, Nikita Chalaourov visite la baie. A cette occasion, une carte dressée par un de ses hommes, Vertliougov, la décrit pour la première fois ainsi que les îles autour de celle-ci. 

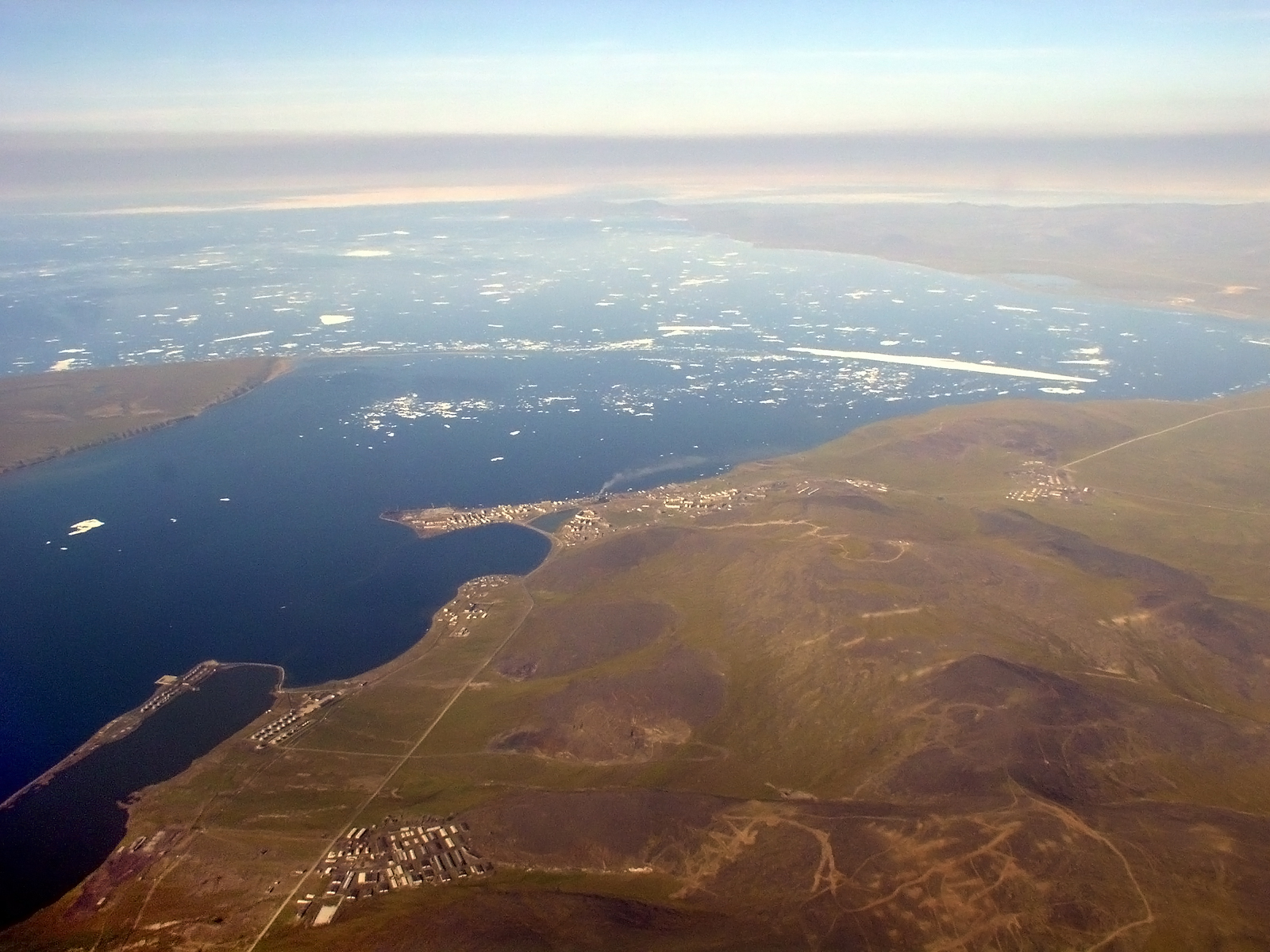
Vue aérienne de la baie et du port de Pevek